# Troilus
Troilus är ett släkte av insekter. Troilus ingår i familjen bärfisar.
Släktet innehåller bara arten Troilus luridus.

## Bildgalleri

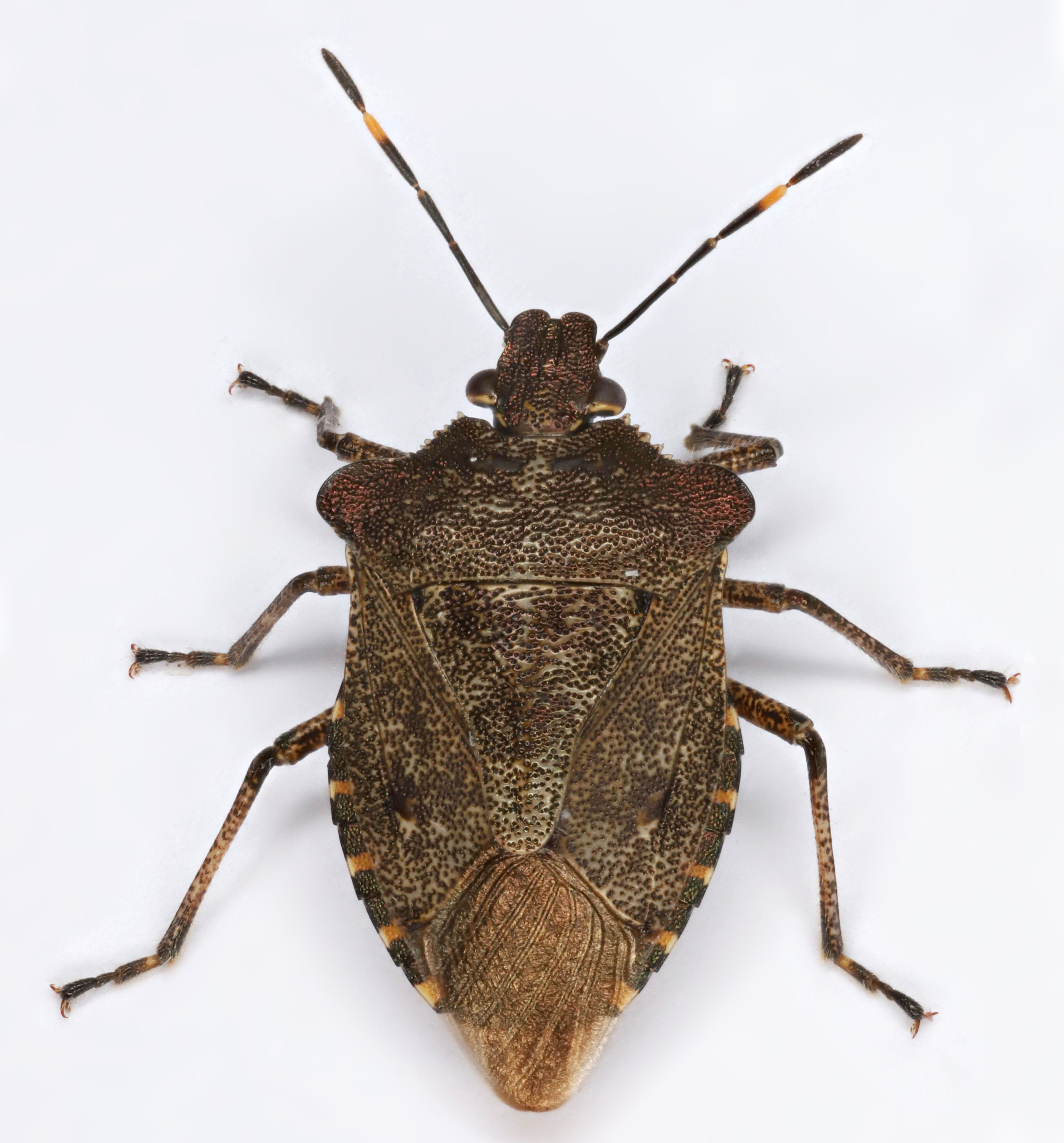
Troilus luridus, vuxen.
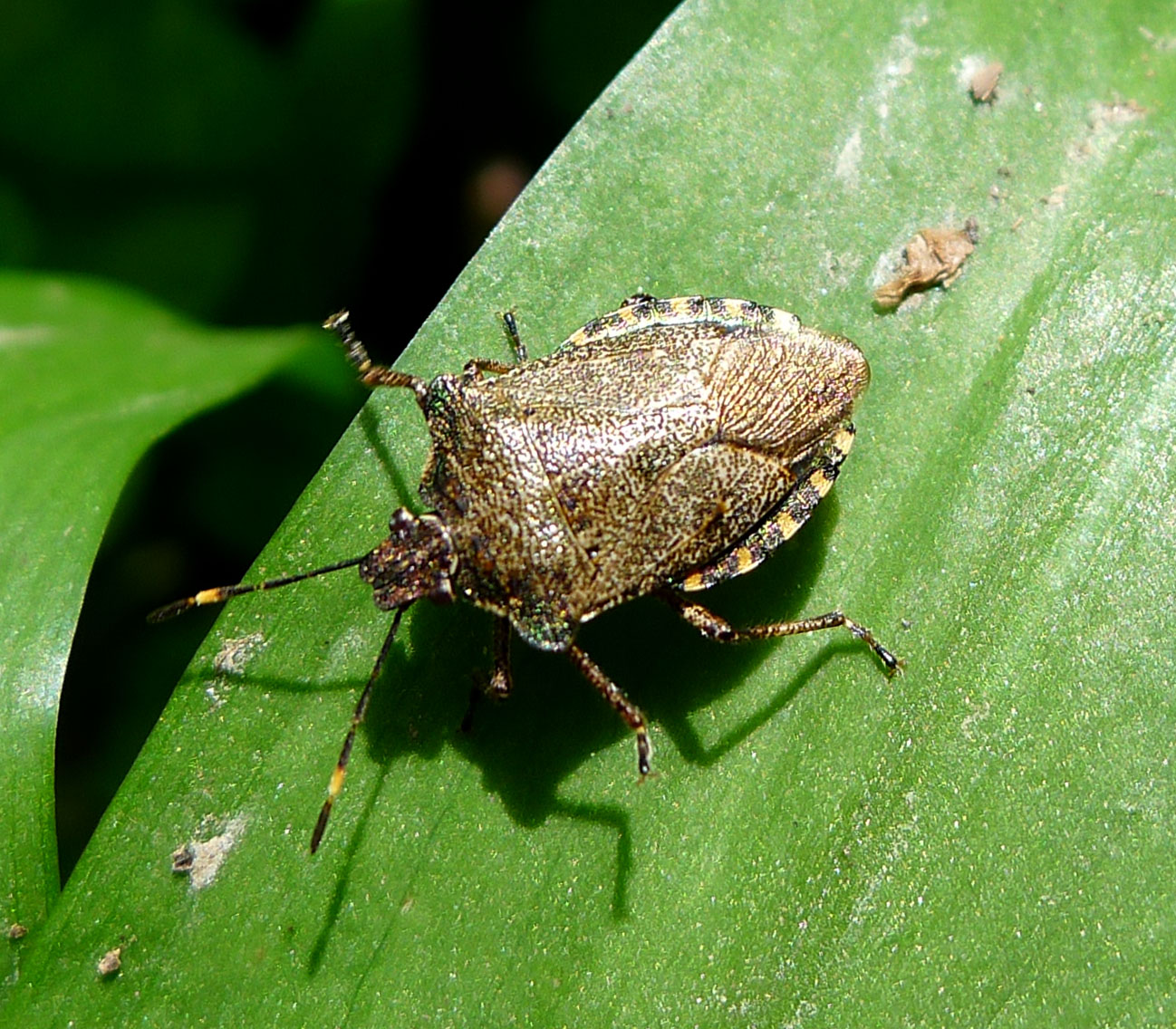
Troilus luridus, vuxen.
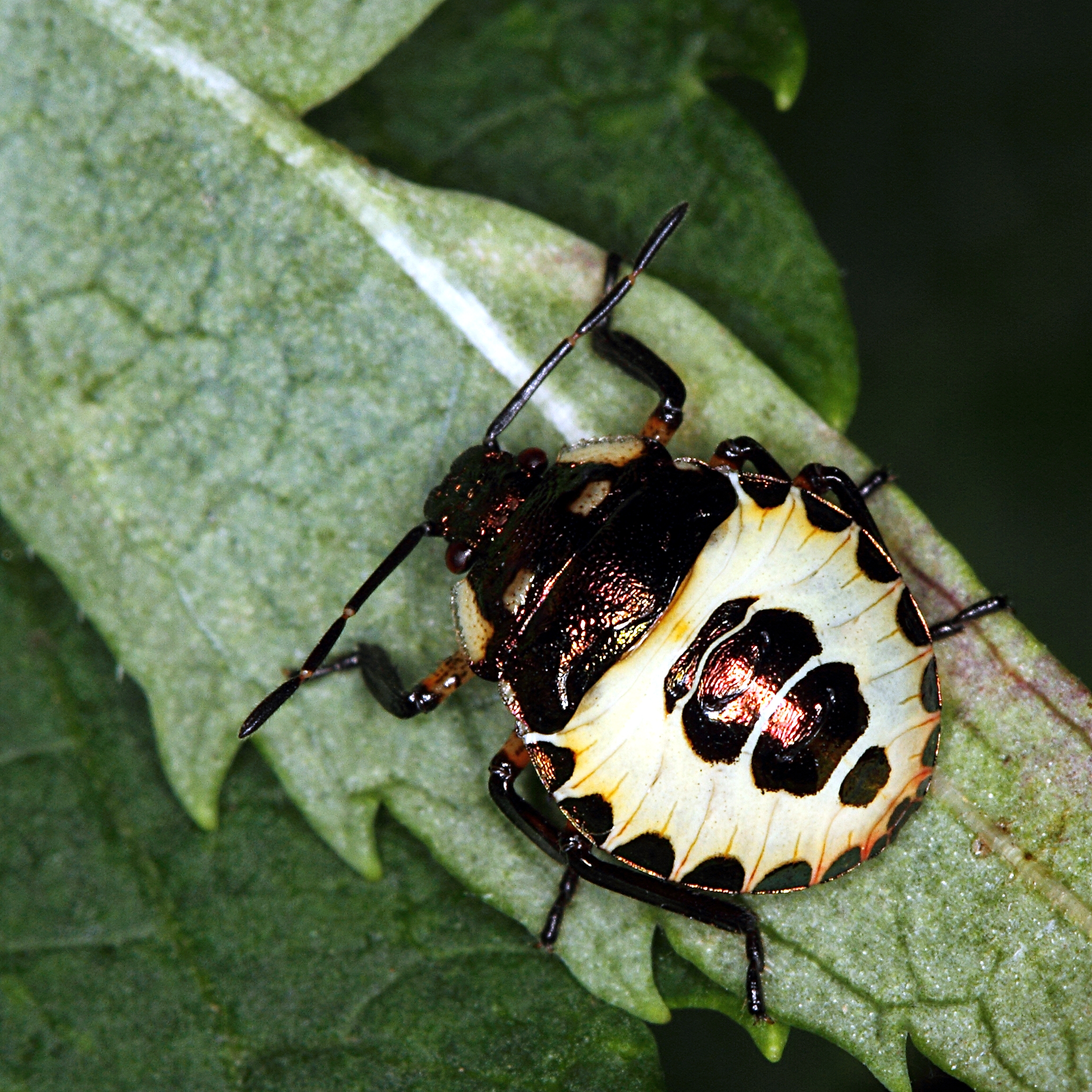
Troilus luridus, nymf.